# Pagar Mayang
Pagar Mayang is een bestuurslaag in het regentschap Rokan Hulu van de provincie Riau, Indonesië. Pagar Mayang telt 2250 inwoners (volkstelling 2010).